# San Agustín Oapan
San Agustín Oapan es una localidad del estado mexicano de Guerrero. Es parte del municipio de Tepecoacuilco de Trujano.

## Toponimia
El nombre «San Agustín» hace referencia al santo patrono de la localidad: Agustín de Hipona. El nombre «Oapan» proviene de los términos en náhuatl: ohuatl, caña de maíz; apan, río. Su significado es «Río de las cañas de maíz».

## Demografía
| Gráfica de evolución demográfica |
|                                  |

| Censo | Población |
| ----- | --------- |
| 1940  | 898       |
| 1950  | 982       |
| 1960  | 1 277     |
| 1970  | 1 032     |
| 1980  | 1 682     |
| 1990  | 2 565     |
| 2000  | 1 823     |
| 2010  | 1 912     |
| 2020  | 1 891     |